# Паулофф-Харбор (гидроаэропорт)
Гидроаэропорт Паулофф-Харбор (англ. Pauloff Harbor Seaplane Base), (ИАТА: KPH, FAA LID: KPH) — государственный гражданский гидроаэропорт, расположенный в населённом пункте Паулофф-Харбор (Аляска), США.

## Операционная деятельность
Гидроаэропорт Паулофф-Харбор расположен на высоте уровня моря и эксплуатирует одну взлётно-посадочную полосу, предназначенную для приёма гидросамолётов:
- N/S размерами 914 x 152 метров.